# Thorey
Thorey is een gemeente in het Franse departement Yonne (regio Bourgogne-Franche-Comté) en telt 47 inwoners (2009). De plaats maakt deel uit van het arrondissement Avallon.

## Geografie
De oppervlakte van Thorey bedraagt 6,9 km², de bevolkingsdichtheid is dus 6,8 inwoners per km².
De onderstaande kaart toont de ligging van Thorey met de belangrijkste infrastructuur en aangrenzende gemeenten.

## Demografie
Onderstaande figuur toont het verloop van het inwonertal (bron: INSEE-tellingen).
1. ↑  Populations de référence 2022.